# Енн Енрайт
Енн Енрайт (англ. Anne Enright; 11 жовтня 1962, Дублін) — ірландська письменниця. Авторка есе, оповідань, документальних книг і чотирьох романів. До того, як її новела «The Gathering» виграла Букерівську премію 2007-го року, письменниця була не дуже популярною в Ірландії та Великій Британії, хоча її книги отримували хороші рецензії. В її творах досліджуються теми взаємозв'язків у сім'ї, кохання і сексу, складне минуле Ірландії та дух її сьогодення.

## Біографія
Народилася 11 жовтня 1962 в Дубліні. Навчалась у школі для дівчаток у південному Дубліні. Виграла стипендію на навчання у Тихоокеанському коледжі об'єднаного світу ім. Лестера Пірсона, де протягом двох років здобувала диплом про повну середню освіту міжнародного бакалаврату (англ. IB-Diploma Programme). Отримала диплом бакалавра з англійської та філософії у Коледжі Святої Королеви Єлизавети та неподільної Трійці біля Дубліна. Виграла стипендію на навчання в Університеті Східної Англії, де навчалася у Енджели Картер та Малкольма Бредбері та здобула диплом магістра мистецтв.
Працювала телевізійною продюсеркою і режисеркою RTÉ в Дубліні У 1993 році покинула роботу на телебаченні і стала письменницею «на повний робочий день». Проживає у місті Брей, що у графстві Віклов. Одружена, має сина та доньку.